# Kąty Kickowskie
Kąty Kickowskie – jeden z siedmiu obszarów o szczególnym znaczeniu na terenie Nadgoplańskiego Parku Tysiąclecia.
Obejmuje obszar od lasu rusinowskiego do Kątów Kickowskich, jego powierzchnia to 47 ha. Jego zasięg przechodzi niedaleko wsi Rusinowo, Tarnówko oraz Kicko. Teren ten składa się głównie z bagien.

## Fauna rezerwatu
W miejscach podtopionych i wilgotnych występują takie ptaki, jak:
- łyski,
- bąki,
- brzęczki,
- gęsi gęgawy,
- wąsatki[1].

## Flora rezerwatu
Główną rośliną rosnącą na tym terenie jest skolochloa trzcinowata.
Rosną tu także pospolite trzciny.